# E201号線
E201号線(E201ごうせん、英: European route E201) はアイルランドのコークから、ポートリーシュを結ぶ、欧州自動車道路のBクラス幹線道路。

## 経路
- アイルランド
  - E30号線 – コーク
  - E20号線 – ポートリーシュ